# Flintlås-våben
Et flintlås-våben er et skydevåben, som er forsynet med en flintlås-mekanisme, beregnet til affyring af våbnet.
Våben med denne mekanisme, eksempelvis musketer og pistoler, blev introduceret i begyndelsen af 1600-tallet, og var i almindelig brug til midten af 1800-tallet.
Til trods for, at denne type våben for længst er overhalet af andre affyringsmekanismer, er der i dag  sortkrudt-entusiaster, som er organiseret i foreninger, der anvender flintlås-våben.

## Ekstern henvisning og kilde
- Flintlock Muskets, Pistols, and Bayonets Arkiveret 1. januar 2018 hos  Wayback Machine

| Våben | Spire Denne artikel om våben er en spire som bør udbygges. Du er velkommen til at hjælpe Wikipedia ved at udvide den. |